# Planète-désert

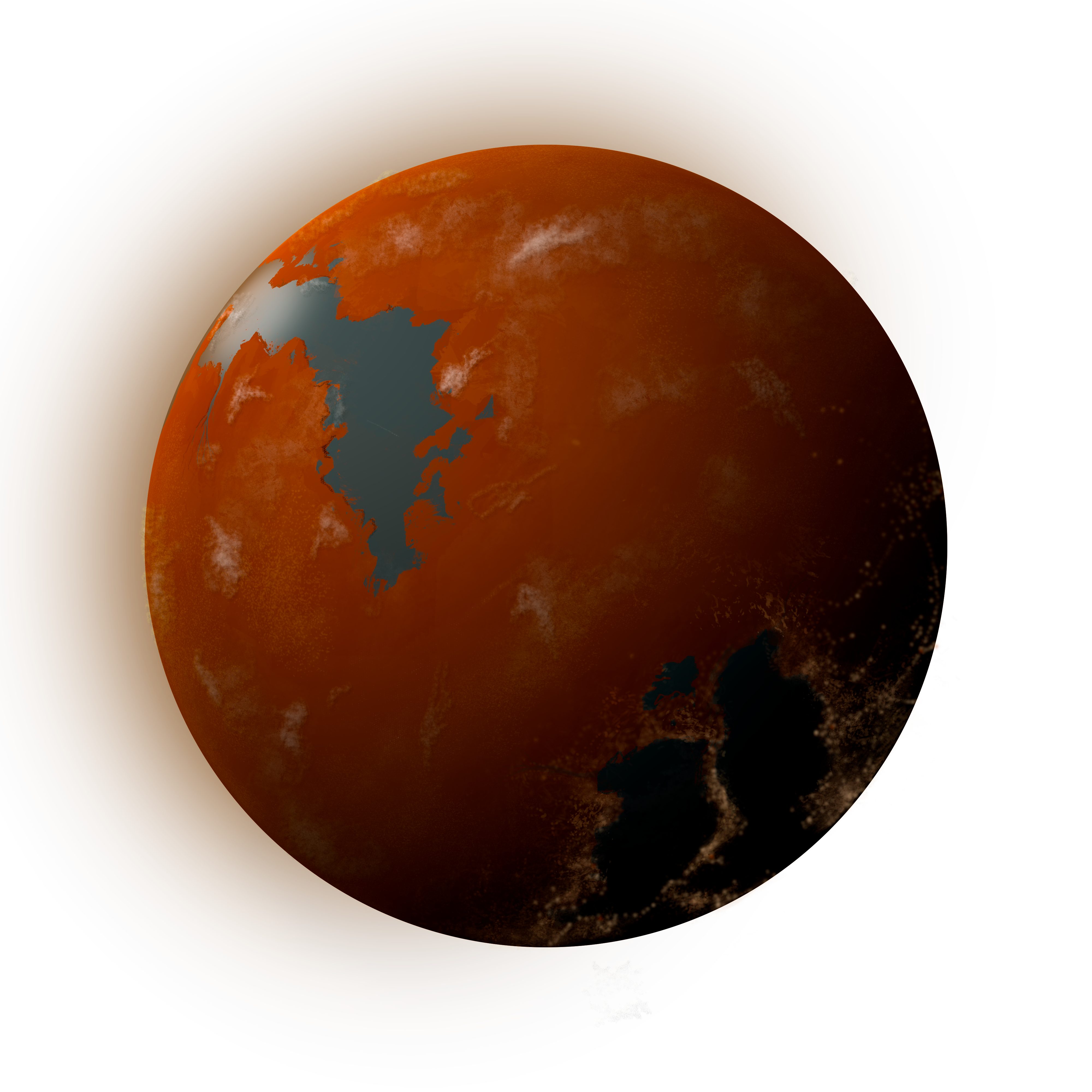
La planète fictive Vulcain, dans Star Trek, est une planète-désert.

Une planète-désert ou planète désertique (en anglais : desert planet), planète aride ou encore planète sèche (dry planet), est une planète tellurique où l'eau liquide (H2O) est peu abondante voire absente. Il s'agit d'une planète dont l'albédo de surface est élevé et dont le sol a une faible capacité de rétention de l'eau.
Mars est généralement considérée comme une planète aride et froide, avec une quantité relativement faible de glace d'eau observée aux calottes polaires. L'existence d'exoplanètes de ce type demeure actuellement hypothétique.
Le destin de la Terre est de devenir une planète-désert. D'ici un milliard d'années, avec le Soleil qui sera de dix à quinze pour cent plus lumineux, l'eau liquide présente à la surface de la planète s'évaporera progressivement avant d'être décomposée par le rayonnement solaire[réf. nécessaire].

## Terminologie
Le mot composé planète-désert a été emprunté par les planétologues et les climatologues aux auteurs de science-fiction, en particulier à Frank Herbert qui, dans son roman Dune, paru en 1965, recourt à la locution desert planet pour qualifier Arrakis, la planète des sables que ses habitants, les Fremen, appellent Dune[réf. nécessaire].

## Dans la fiction
- Dune  de Frank Herbert.
- Mars II dans Terre des autres de Sylvie Bérard.
- Tatooine et Jakku dans Star Wars.
- La planète sur laquelle s'écrase le vaisseau spatial dans Pitch Black.
- Abydos dans le film Stargate, la porte des étoiles.
- Titania, planète de la série Star Fox.